# 蒂羅勒科格爾山

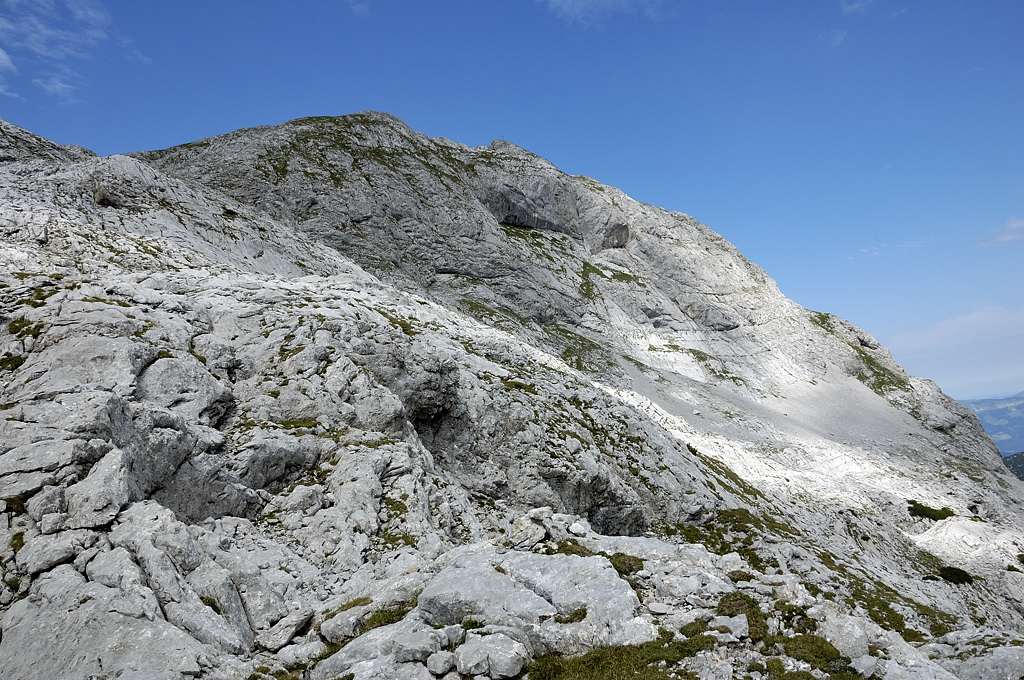

47°31′30″N 13°12′14″E / 47.52500°N 13.20389°E
蒂羅勒科格爾山（德語：Tiroler Kogel），是奧地利的山峰，位於該國中部，由薩爾茨堡州負責管轄，屬於北石灰岩山脈中滕嫩山脈的一部分，海拔高度2,322米，每年平均降雨量1,594毫米。